# 景県
景県（けい-けん）は中華人民共和国河北省衡水市に位置する県。

## 歴史
前漢により信都国の下に設置された脩県を前身とする。585年（開皇5年）、隋朝により蓨県と改称された。
元代には景州の州治とされ、明代になると蓨県は廃止され管轄区域は景州の直轄とされた。1913年（民国2年）に州制廃止に伴い景県と改称されている。
1958年に廃止され呉橋県に編入されたが、1961年に再設置され現在に至る。

## 行政区画
- 鎮:景州鎮、竜華鎮、広川鎮、王瞳鎮、洚河流鎮、安陵鎮、杜橋鎮、王謙寺鎮、北留智鎮、留智廟鎮、梁集鎮
- 郷:劉集郷、連鎮郷、温城郷、青蘭郷、後留名府郷

## 出身者
- 董仲舒 - 前漢の儒学者。
- 高適 - 唐代の詩人。
- 文宣帝など北斉の皇帝となった高氏一族。
- 億淼科技会長チョウ シン（中国語：张震）